# Joints & Jam
Joints & Jam — второй сингл дебютного альбома Behind the Front американской хип-хоп группы Black Eyed Peas. В песне присутствует также вокал певицы Kim Hill.

## Список композиций
European CD single
1. «Joints & Jam» (Clean) — 3:22
2. «Joints & Jam» (LP Version) — 3:37
3. «What It Is» — 3:23
4. «Leave It All Behind» — 4:40

UK CD single
1. «Joints & Jam» (Clean) — 3:22
2. «Joints & Jam» (LP Version) — 3:37
3. «Joints & Jam» (Instant Flava Mix) — 3:23
4. «Joints & Jam» (Video)

US CD single
1. «Joints & Jam» (Billion Mix) — 3:22
2. «Joints & Jam» (The Joint Mix) — 3:37
3. «Joints & Jam» (Instant Flava Mix) — 2:23

## Интересные факты
- Песня является саундтреком к фильму «Булворт» (1998).
- Ремикс на сингл под названием «That’s The Joint» является бонус-треком специального издания шестого студийного альбома Black Eyed Peas The E.N.D.

## Чарты
| Чарт (1998)      | Наивысшая позиция |
| ---------------- | ----------------- |
| UK Top 40 R'n'B  | 13                |
| UK Singles Chart | 53                |
| Jam FM Charts    | 6                 |
| Gavin Rap Charts | 11                |